# Руті Болтон
Руті Болтон (англ. Ruthie Bolton, 25 травня 1967) — американська баскетболістка.
Олімпійська чемпіонка 1996, 2000 років.
Переможниця літньої Універсіади 1991 року.
Чемпіонка світу 1998 року, бронзова призерка 1994 року.